# PDE6D
PDE6D (англ. Phosphodiesterase 6D) – білок, який кодується однойменним геном, розташованим у людей на короткому плечі 2-ї хромосоми.  Довжина поліпептидного ланцюга білка становить 150 амінокислот, а молекулярна маса — 17 420.
| 10         |  | 20         |  | 30         |  | 40         |  | 50         |
| ---------- |  | ---------- |  | ---------- |  | ---------- |  | ---------- |
| MSAKDERARE |  | ILRGFKLNWM |  | NLRDAETGKI |  | LWQGTEDLSV |  | PGVEHEARVP |
| KKILKCKAVS |  | RELNFSSTEQ |  | MEKFRLEQKV |  | YFKGQCLEEW |  | FFEFGFVIPN |
| STNTWQSLIE |  | AAPESQMMPA |  | SVLTGNVIIE |  | TKFFDDDLLV |  | STSRVRLFYV |
|            |  |            |  |            |  |            |  |            |

A: Аланін

C: Цистеїн

D: Аспарагінова кислота

E: Глутамінова кислота

F: Фенілаланін

G: Гліцин

H: Гістидин

I: Ізолейцин

K: Лізин

L: Лейцин

M: Метіонін

N: Аспарагін

P: Пролін

Q: Глутамін

R: Аргінін

S: Серин

T: Треонін

V: Валін

W: Триптофан

Локалізований у цитоплазмі, цитоскелеті, мембрані, клітинних відростках, цитоплазматичних везикулах.